# タルチジオ・ベルトーネ
タルチジオ・ベルトーネ (Tarcisio Bertone、1934年12月2日 - ) はイタリア出身のカトリック司祭、枢機卿、サレジオ会士。

## 経歴
1934年、北イタリア・トリノ県ロマーノ・カナヴェーゼ生まれ。1950年、サレジオ会に入会。1960年司祭叙階。教皇庁立大学で教会法などの教授を務めた。1995年、ローマ教皇庁教理省局長となり、当時同省長官のヨーゼフ・ラッツィンガー枢機卿（前教皇ベネディクト16世）の片腕として働いた。前教皇と非常に親しいといわれる。2002年にジェノヴァ大司教、2003年に枢機卿に任命されている。
2006年9月15日より教皇庁国務省長官（国務長官）に就任。同長官はバチカン元首のローマ教皇に次ぐ地位で、首相に相当し、政治、外交を総括する。2007年4月4日からはカメルレンゴも兼務。2008年にはフラスカティの司教枢機卿に上げられた。
2009年12月に高位聖職者役職の定年である75歳を迎えたが、直前に教皇から任務の続行を要請され、職務にとどまった。2013年8月、後継が決まったことを受けて国務省長官の引退が受理され、2013年10月15日まで務めた。なお、カメルレンゴ職はその後も務めたが、2014年12月20日に引退し、ジャン・ルイ・トゥーラン枢機卿にその地位を譲った。

## 逸話
- 2006年にはダン・ブラウンの長編推理小説『ダ・ヴィンチ・コード』の内容を「間違いだらけ」と批判して話題になった[1][2]。

- 大のサッカーファン（ユベントスFCファン）で、ジェノヴァのラジオ局が中継した試合で解説を務めたこともある[3]。また、バチカン国籍を有する聖職者の他、バチカン内で働く者（スイス衛兵を除くと殆どがイタリア人）で構成されるサッカーバチカン代表について2006年に「教皇庁立大学のブラジル人学生を受け入れれば、素晴らしいチームを作ることができるだろう」と述べる[4]など関心を寄せている。